# IC 1774
IC 1774 је спирална галаксија у сазвјежђу Ован која се налази на листи објеката дубоког неба у Индекс каталогу.
Деклинација објекта је + 15° 19' 4" а ректасцензија 2h 3m 59,0s. Привидна величина (магнитуда) објекта IC 1774 износи 14,0 а фотографска магнитуда 14,7. IC 1774 је још познат и под ознакама UGC 1559, MCG 2-6-20, CGCG 438-21, PGC 7863.